# Santa Vittoria (romana)
Santa Vittoria (Roma, 230 circa – Trebula Mutuesca, 18 dicembre 253) fu una martire venerata come santa dalla Chiesa cattolica.

## Agiografia
La menzione più antica della martire risale al Martirologio Geronimiano del VI secolo, in cui Vittoria è ricordata insieme a santa Anatolia il 10 luglio; entrambe compaiono nei mosaici della basilica di Sant'Apollinare Nuovo in Ravenna. Beda scrisse un elogio di Santa Vittoria, ricordandola il 23 dicembre; in seguito il Martirologio Romano fissò proprio al 23 dicembre la ricorrenza di Santa Vittoria e raccolse le varie tradizioni nel racconto della Passio di santa Vittoria.
Secondo la Passio, Anatolia e Vittoria, due giovani romane di nobile famiglia, cristiane e consacrate a Dio, si opposero al matrimonio con due pretendenti patrizi. I due uomini segregarono allora le giovani nelle proprie tenute in Sabina: qui Vittoria venne uccisa e sepolta in una caverna.
Vittoria, romana di nobile famiglia nata intorno al 230, da bambina ricevette il battesimo. A 20 anni venne chiesta in sposa dal nobile Eugenio. Sua cugina per parte di madre, Anatolia, di qualche anno più anziana, anch'essa chiesta in sposa da un patrizio, la convinse a divenire "Vergine di Cristo". Vittoria vendette i suoi gioielli e le vesti preziose, ne distribuì il ricavato ai poveri e rinunciò definitivamente al matrimonio. Eugenio temeva di denunciarla come cristiana, perché in tal modo i beni di Vittoria secondo la legge sarebbero stati confiscati. Egli infatti aveva un duplice scopo: sposare Vittoria ed entrare in possesso del suo patrimonio.

I due pretendenti con il favore imperiale segregarono allora le giovani nelle loro tenute in Sabina: Vittoria presso la città sabina di Trebula Mutuesca (l'odierna Monteleone Sabino), Anatolia insieme ad Audace presso la città sabina di Thora.
Secondo il racconto della Passio, vi era nel territorio di Trebula un tremendo dragone il cui sbuffo pestifero faceva morire uomini ed animali. Domiziano, signore di Trebula, si recò nel posto dove era stata esiliata Vittoria, e la pregò di salvare la città dal drago.  
Dopo aver scacciato il drago, Vittoria entrò nella spelonca del dragone e convocando il popolo disse: «Ascoltatemi: in questo luogo costruitemi un oratorio e datemi come socie le vostre fanciulle vergini». In poco tempo più di 60 ragazze divennero sue discepole; la santa insegnava loro inni, salmi e cantici. 
L'esilio, affrontato serenamente dalla Santa durò tre anni e si protrasse fino a tutto il 253. 
Trascorsi però tre anni Eugenio la denunciò al pontefice del Campidoglio di nome Giuliano, il quale inviò a Trebula un commissario di nome Taliarco. Quest'ultimo andò da Vittoria con una statuetta e la obbligò ad adorare la Dea Diana. Al suo rifiuto la uccise trafiggendola con la spada.

Tutta la cittadinanza fece lutto per sette giorni; i sacerdoti cristiani, con tutto il popolo, la seppellirono coprendola con unguenti e teli di lino. La misero dentro un sarcofago e lo deposero nella grotta dove aveva cacciato il dragone.
La santa sarebbe stata martirizzata il 18 dicembre del 253 e sepolta il 23 dello stesso mese.

## Culto
Sul luogo del martirio a Monteleone Sabino venne edificato un sacello, sul quale i devoti erano soliti pregare, e dove sarebbero avvenuti molti miracoli. Una chiesa era presente fin dall'VIII secolo. Ricostruita alla fine dell'XI secolo e restaurata più volte, oggi il Santuario di Santa Vittoria è una delle chiese romaniche più belle del centro Italia.
In Sardegna il culto è altrettanto vivo, specie nell'area settentrionale dell'Isola. Le chiese a lei dedicate sono numerose, e alcune degne di menzione per il pregio architettonico e artistico (specialmente quelle romaniche e quelle gotico-catalane). La festa liturgica della santa è tradizionalmente il 15 maggio. A Sassari il suo culto è associato a quello di sant'Anatolia, nella chiesa dedicata a quest'ultima. Una leggenda locale, inoltre, diffusa specialmente nel sassarese, vuole che sant'Anastasia di Sirmio fosse sorella di Anatolia e Vittoria (considerando quindi germane anche queste ultime). Nel convento dei minori osservanti di San Pietro in Silki a Sassari è conservato un presunto corpo della santa (in realtà un corpo santo anonimo proveniente dalle catacombe romane), esposto da secoli alla venerazione (trasferito dalla chiesa di San Francesco di Ittiri). 

### Reliquie
Con il pericolo saraceno, il corpo di Santa Vittoria fu prima portato nell'abbazia di Farfa, poi nel 934 con processione solenne i monaci farfensi trasferirono le Sante Reliquie a Santa Vittoria in Matenano, nelle Marche, nella chiesa a lei dedicata in cima al Colle Matenano. Nel 1771 la antica chiesa monastica e l'annesso monastero farfense furono definitivamente abbandonati e demoliti a seguito dei molti danni subiti a causa di terremoti e smottamenti. Nel piano sottostante nel 1795 fu costruita la nuova Chiesa di Santa Vittoria che ospita nella cripta le Sante Reliquie della Patrona.

### Patronati e festeggiamenti
Santa Vittoria è patrona, o si festeggia, in diverse località italiane, tra le quali i seguenti comuni:
- Aggius (SS): 14 maggio.
- Anticoli Corrado (RM): 23 dicembre
- Bauladu (OR): 15 maggio.
- Carsoli (AQ): 23 agosto e 23 dicembre.
- Castilenti (TE).
- Guardiabruna (CH): 15 settembre compatrona con san Gaetano.
- Erula (SS) il 15 maggio
- Monteleone Sabino (RI): seconda domenica di maggio
- Perfugas (SS), nella frazione omonima 15 Maggio
- Pietraferrazzana (CH).
- Pisoniano (RM).
- Pizzino (BG): seconda domenica di agosto, una volta ogni 3 anni.
- Poggio Sannita (IS): benché non sia la patrona della città, la chiesa principale è stata dedicata alla Santa che viene festeggiata il 23 dicembre.
- Posta Fibreno (FR): 19 agosto, compatrona con santa Blandina, ma sono due corpi santi.
- Santa Vittoria d'Alba (CN): 3 settembre.
- Santa Vittoria di Gualtieri - Reggio Emilia. Nella locale chiesa, nella navata di destra, si trova la cappella dedicata a Santa Vittoria con altare di marmo.
- Santa Vittoria di Libiola (GE)

- Sassari (15 maggio - nella borgata suburbana di Càniga presso l'antichissima chiesa di Sant'Anatolia).
- Tissi (15 maggio).
- Thiesi
La santa è riprodotta a metà busto, in legno decorato con oro e argento, in stile barocco.
Alla base della scultura si trova una teca di vetro che custodisce la reliquia della santa, giunta in località Santa Vittoria a seguito di un dono del Cardinale Vicario di Roma all'arcidiacono di Guastalla nell'anno 1647. Celebrazione il 23 Dicembre
- Santa Vittoria in Matenano (FM): 20 giugno si ricorda la Traslazione del Corpo della Santa dalla Sabina; 23 dicembre Festa Patronale se ne ricorda il Martirio.
- Sarroch (CA): metà settembre
- Ossi - Chiesa di Santa Vittoria de Plano - 15 maggio e commemorazione il 23 dicembre.
- Sassari (frazione di Caniga - 15 maggio)
- Siligo (SS).
- Spongano (LE): la festa principale viene celebrata l'8 agosto in ricordo di fatti prodigiosi avvenuti a Spongano (uno di questi accaduto proprio nella chiesa madre il 2 settembre 1779). Qui era invocata contro il terremoto, la grandine, il maltempo e i fulmini. La Sacra Congregazione dei Riti, sotto il Papa Urbano VIII, il 21 febbraio 1767 aveva già concesso di festeggiare la Santa nella seconda domenica di agosto[1][2]. Negli anni successivi venne anche avanzata la richiesta di poter festeggiare la Santa anche il 23 dicembre data indicata dal Martirologio Romano, e il 3 agosto 1785 il Vescovo di Castro Agostino Gorgoni acconsentì a tale richiesta. Alla vigilia, il 22 dicembre, si svolge una festa detta delle Panare (ceste di canna e virgulti di ulivo riempite di sansa e addobbate con palme, edera ed altri abbellimenti combustibili) che nasce come festa dei frantoi e non ha un riferimento con la patrona anche se sulla gran parte delle panare viene posto un ritratto della stessa[3][4].
- Telti (SS).
- Thiesi (SS).
- Tissi: 15 maggio.
- Tornareccio (CH).
- Santa Vitória do Palmar (Rio Grande do Sul, Brasile): 19 dicembre.
- Villaputzu (SU) seconda domenica di ottobre
- Serri (SU) 11 Settembre

## Altri contenuti
- Wikimedia Commons contiene immagini o altri file su Santa Vittoria